# Палингенный ультранационализм
Палингенный ультранационализм — концепция родового (общего) фашизма (generic fascism), сформулированная британским политологом Роджером Гриффином, согласно которой основным мифом, мифическим ядром фашизма является идея «возрождения» (палингенеза), под которым понимается не восстановление существовавшего в действительности (что составляет архетипическую консервативную утопию), а следующее за предполагаемым данной идеологией периодом разрушения или распада радикально новое начало, «новое рождение», сохраняющее некие заявленные идеологией «вечные» принципы («вечные» римские или «арийские» свойства и т. п.) в обществе нового, современного типа. Идею о национальном «возрождении» в смысле радикально нового начала Гриффин рассматривает как «фашистский минимум», без которой идеология не может считаться фашистской.
Концепция впервые была выдвинута в 1991 году в книге Гриффина «Природа фашизма»; расширена в работе «Постановка возрождения нации: Политика и эстетика исполнения в контексте проведённого исследования фашизма».
По мнению немецкого политолога Андреаса Умланда, концепция Гриффина может считаться более или менее принятой в настоящее время в англоязычном научном сообществе.

## Понятие

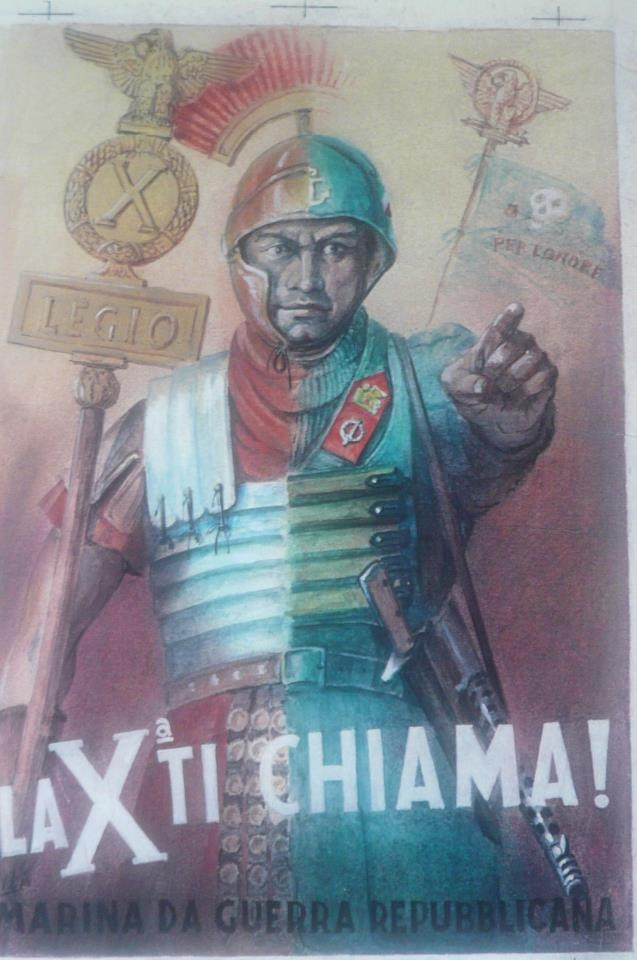
Фашистский вербовочный плакат, Джино Бокказиле, 1943

Роджер Гриффин и его школа «нового консенсуса» (Зеэв Штернхель и др.) стремятся основывать определение фашизма исключительно на его идеологии. Гриффин, обращая внимание прежде всего на ценностную составляющую, трактует фашизм как «мифическое ядро» «популистского ультранационализма», вдохновлённого идеей перерождения нации, расы или культуры и созданием «нового человека». Гриффин определяет фашизм как «палингенетический ультранационализм», предполагающий, что в своём мифологическом ядре фашистская идеология нацелена не на возрождение нации (как другие националистически-популистские идеологии), а на её «сотворение заново»: «Фашизм — политическая идеология, мифическим ядром которой в различных её проявлениях является палингенетическая форма популистского ультранационализма». «Палингенетический — общий термин для видения радикально нового начала, которое следует за периодом разрушения или предполагаемого распада». Таким образом, палингенетический ультранационализм — идеология, «мобилизующее видение которой — возрождение национального сообщества подобно фениксу, как после периода посягающего [на сообщество] упадка, который едва не уничтожил его».
Гриффин также считает фашизм одной из главных антигуманистических идеологий. Кроме того, он рассматривает фашизм как реакцию на секуляризирующее и разочаровывающее влияние современности.
По мнению Гриффина, идеология фашизма прочно связана с модернизацией и современностью, она приняла значительное разнообразие внешних форм для приспособления к конкретному историческому и национальному контексту и привлекла широкий спектр культурных и интеллектуальных течений, как левых, так и правых, антимодернистских и промодернистских, национальных и наднациональных, рациональных и антирациональных. Гриффин писал о мифопоэтической матрице, которая определяет синтез идеологии той или иной формы фашизма из разнообразных идей. Главной мотивацией идеологии, пропаганды, стиля политики и действия, является видение грядущего возрождения нации из упадка. Идею о национальном «возрождении» Гриффин считает центральным в идеологической динамике фашизма мифом и рассматривает её как «фашистский минимум». В рамках фашизма предполагается, что нация способна к возрождению из кризиса и упадка и созданию революционно нового политического и культурного порядка, охватывающего всех «истинных» членов национального сообщества. Под «возрождением» понимается не восстановление того, что было в действительности (что составляет архетипическую консервативную утопию), а «новое рождение», сохраняющее некие заявленные данной идеологией «вечные» принципы («вечные» римские или «арийские» свойства и т. п.) в обществе нового, современного типа. Социально-политический кризис является предпосылкой для массовой привлекательности веры, обещающей радикальное новое начало (например, «новую Италию»).
Муссолини, несмотря на непостоянство на уровне доктрины на протяжении всей своей карьеры, оставался верным видению национального возрождения, которое он развил из своего марксистского ревизионизма через его связь с вокеанизмом в конце 1900-х годов. Эта идеология в смысле основного мифа образовала ядро, вокруг которого большой спектр противоборствующих течений палингенетического ультранационализма смог сформироваться в широкий союз, поддержанный сначала движением, а затем режимом. Термин «фашизм» (первоначально относившийся к итальянскому фашизму) стал общим термином для популистского палингенетического ультранационализма (фашизма в широком смысле), потому что (итальянский) фашизм был первой организованной формой этого нового идеологического соединения, которому удалось выйти на национальную политическую арену и сформировать режим.
Эмилио Джентиле писал, что существенной частью фашистского «стиля» политики стал «литургический» стиль. По мнению Гриффина, этот стиль возник спонтанно из стремления, отчасти манипулятивного, отчасти идеалистического, вызвать у итальянцев субъективное переживание того, что они живут в эпической новой эре. Фашистский ритуал драматизировал миф о том, что эпоха либерализма наконец преодолена в новом типе государства, ставшим возможным благодаря гению итальянцев и Муссолини. В октябре 1922 года история Италии буквально «началась заново». Фашистский тоталитаризм рассматривается Гриффином не как самоцель, а как средство осуществления коллективной революции сознания. Как фашистское представление об «органической», «героической» нации, так и архетипический образ возрождения являются проекциями человеческой мифопеи. Фашизм объединяет их, чтобы создать внутренне утопическую форму политики, в которой принцип реальности постоянно отвергается мифическим императивом, что порождает растущую диспропорцию между желаемым и реальными фактами, между риторикой и объективной истиной. По этой причине фашистское видение в итоге обернулось исторической катастрофой.
По мнению Гриффина, эвристическое использование его теории позволяет различить фашистский образ мыслей, все ещё активно действующий в рамках некоторых послевоенных проевропейских течений, групп по изучению культуры и на виртуальных веб-сайтах, не демонстрирующих прямой связи с фашизмом, не использующих парамилитарстскую форму, и зачастую позиционирующих себя как обладающих антирасистским, антинационалистическим, антифашистским и аполитичним (или, скорее, «метаполитическим») мировоззрением.
К теории фашизма как палингенетического ультранационализма близок ряд историков, особенно в США, публиковавшие работы на тему фашистской культуры, в частности, Джеффри Шнапп, Мейбл Березин, Эмили Браун и Рут Гиат, которые эмпирически демонстрируют необходимость внимания к попыткам фашизма провести культурную революцию, какими бы непоследовательными в теории и безуспешными они ни были, а также ряд итальянских исследователей идеологии фашизма и неофашизма, включая Пьер-Джорджо Зунино, Эмилио Джентиле, Марко Ревелли и Франко Феррарези.
Спенсер Саншайн писал, что идеология национал-анархизма напрямую связана с палингенным популистским ультранационализмом, который Гриффин определяет как ядро фашизма.
Американский политолог Энтони Джеймс Грегор использовал такие выражения, как «возрождение», «искупление», «обновление», «обновление», «новый человек», чтобы объяснить конечную цель фашистской идеологии. Согласно Грегору, «фашизм… это вымученное, яростное и страстное требование национального возрождения», что является отходом от его более ранней идеи фашизма как формой «диктатуры развития».
Британский историк Денис Мак Смит отрицает, что Муссолини или его движение имели идеологическое измерение, тем самым сводя «общий фашизм» к плоду социального научного воображения.

## Фашизм, национализм и расизм
Согласно точке зрения, представленной Роджером Гриффином и его школой «нового консенсуса», биологический расизм органично вплетается в теорию и особенно практику фашизма, основанную на идее необходимости революционного «возрождения» и «очищения» нации или расы (палингенезиса). Сторонники этой точки зрения, в частности, полагают, что «классический» итальянский фашизм имел более расистский характер, чем было принято признавать в историографии до конца 1980-х годов. Тем не менее, и эти учёные считают биологический расизм лишь одной (хоть и весьма распространённой) из возможных исторически обусловленных разновидностей такого непременного признака фашизма, как ультранационализм, и не считают идею расы неотъемлемым компонентом фашистской идеологии.
По мнению Гриффина, фашистский ультранационализм представляет собой не просто открыто антилиберальную, антипарламентскую форму национализма, но охватывает широкий спектр этноцентризма, возникающий из внутренней неопределённости понятия «нация» и из множества перестановок, в которых расизм может выражаться как рационализированная форма ксенофобии. Благодаря той многозначности и гибкости учёный считает, что выделяемый им «фашистский минимум» охватывает различные концепции «итальянской расы» в рамках итальянского фашизма, а также идеологию еврофашизма («Европа ста флагов»). Сюда входит и идея, ставшая частью большинства форм еврофашизма, — гомогенных этнических сообществ или этносов, а не национальных государств как основной единицы «здоровой» культуры. Фашистский ультранационализм также охватывает биологически детерминистский расизм (часто ошибочно приравниваемый к расизму tout court) и проявляющемуся в нацизме, а также в некоторых элементах идеологий румынской «Железной гвардии», Британского союза фашистов и венгерской Партии скрещённых стрел. В каждом случае такой расизм сосуществовал с «культурным» и «духовным» «диалектами» расизма, гораздо более близкими к господствующим фашистским типам).
Теория Гриффина отводит на второй план другие явные черты фашистского режима или движения, такие как его антисоциализм, дирижистская экономика и социальная политика, империализм, милитаризм, культ вождя и компромисс с традиционным консерватизмом. Гриффин относит их к «второстепенным» аспектам фашизма, которые могут возникнуть при попытке реализовать фашистскую утопию и не являются частью «фашистского минимума». В этом состоит основное различие с трёхчастным «типологическим описанием» Стэнли Пейна и определением, состоящим из одного предложения, оба из которых, согласно Гриффину, относятся к идеологическим, организационным и «стилистическим» аспектам фашизма, зависящим от специфического этоса межвоенного периода, а не присущим самому фашизму. Речь идёт в первую очередь о таких чертах, как культ вождя, парамилитаризм, театральная политика, территориальный экспансионизм, корпоративистская экономика.
Некоторые авторы считают, что идеальный тип фашизма Гриффина не подходит для описания нацизма, потому что тот был расистской, а не националистической идеологией. Гриффин отмечает, что в нацистской мысли германская нация и «германская раса» практически совпадали, а обращение к национализму простых немцев в смысле неумеренной любви к собственной культуре играло большую роль в социальной инженерии Третьего рейха.

## Фашизм и популизм
Согласно Гриффину, фашистский популизм, выражаемый в использовании масс, сочетается с иерархической концепцией общества, поскольку «возрождаемая» национальная или этническая общность, к которой стремятся фашисты, задумана ими в глубоко антиэгалитарном духе. Носителями революционности могут считаться «весь народ» или его «здоровые» члены, а не отдельный класс или социальная группа. Однако в «нынешнем» состоянии «упадка» нации большинство из них «спит», заражено «чуждыми» ценностями, так что фашизму необходим «авангард», способный взять на себя «героические» задачи распространения правильного видения и захвата власти. При новом режиме часть «авангарда» станет новой правящей элитой, «естественной элитой», основанной не на классовой принадлежности, власти или богатстве, а на степени их приверженности «истинному учению» и полезности для её реализации. Фашизму присуще двойственное отношение к массам как к «доверчивым овцам» и «потенциальным героям».

## Фашизм и коммунизм
Согласно Гриффину, чтобы соответствовать идеальному типу фашизма, выводимому им, ультранационализм должен быть явной частью официальной доктрины режима, а не только политической практики. Каждое коммунистическое государство вело себя ультранационалистически в своей внешней политике и социальной инженерии. Но, несмотря на то, что на практике они проводили программу «палингенетического ультранационализма», это не квалифицирует их как фашистские государства, потому что их основным мифом официально оставался марксистско-ленинский интернационализм. Согласно коммунистической идеологии, в предсмертной агонии находился капитализм, а не нация.